# Гейр Еллінгсруд
Гейр Еллінгсруд (норв. Geir Ellingsrud; нар. 29 листопада 1948) є професором математики в Університеті Осло, де спеціалізується на алгебрі та алгебраїчній геометрії.
Він здобув ступінь кандидата наук в Університеті Осло в 1973 році, а докторський ступінь у Стокгольмському університеті у 1982 році.
У 2005 Еллінгсруд був обраний ректором Університету Осло на період 2006-2009. У 2008 він заявив, що не збирається бути переобраним на другий термін.